# Tumba tracia de Aleksandrovo
La tumba de Aleksandrovo es un túmulo tracio excavado cerca de Aleksandrovo, provincia de Haskovo, en el sudeste de Bulgaria, fechado hacia el siglo IV a. C.
La tumba fue descubierta accidentalmente el 17 de diciembre de 2000, cuando una máquina hacía movimientos de tierras. Posteriormente los saqueadores entraron en la tumba, dañando algunos de sus frescos. En 2001 el arqueólogo búlgaro Georgi Kitov dirigió una excavación preventiva de la tumba, descubriendo una cámara redonda de unos tres metros de diámetro, accesible a través de una pequeña antecámara y un túnel de unos seis metros de longitud. Tanto la antecámara como la cámara principal están decoradas con frescos bien conservados que reflejan los conocimientos del artista sobre el arte clásico tardío y el helenístico temprano. El fresco de la cámara principal representa una escena de caza en la que un jabalí es atacado por un cazador a caballo y un hombre desnudo con un hacha de doble filo. El hacha doble se interpreta como la representación del poder real, y el hombre desnudo como la representación de Zalmoxis, el dios solar tracio correspondiente a Zeus.
Un grafito en la cámara, inscrito con el nombre tracio «Kozemases», indica el nombre del mecenas de la tumba o su artista.
La tumba tracia de Alexandrovo data de principios del siglo IV a. C. Las pinturas murales muestran el cambio de aspecto debido a la influencia griega. En las pinturas murales han desaparecido barbas, tatuajes, capas, botas, sombreros y moños. El calzado griego sustituye a sus botas. La tumba puede ser la de Tribalo.
También se observan otros cambios, como el hecho de que los tracios lleven torques de oro o bronce alrededor de sus cuellos (normalmente tres).

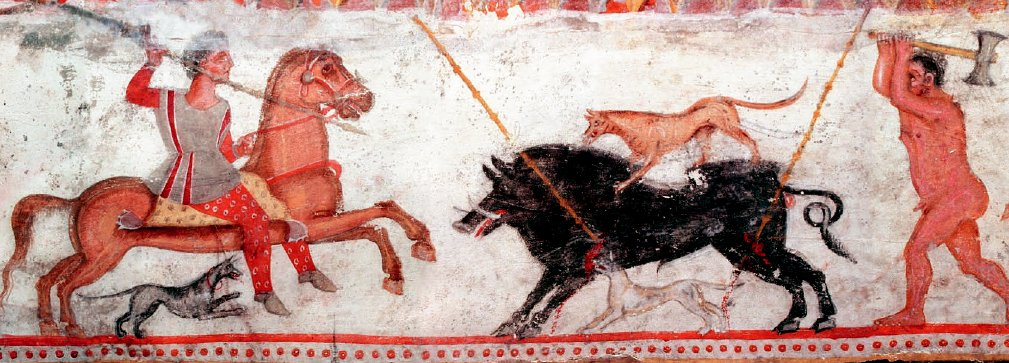
Escena de caza en el fresco de la cámara principal.

En 2004 este lugar, con el nombre de «Tumba tracia con pinturas murales al lado del pueblo de Alexandrovo», fue inscrito en la Lista Indicativa de Bulgaria como paso previo para ser considerado como Patrimonio de la Humanidad por la UNESCO.